# 月刊社会民主
総合誌『月刊社会民主』（げっかんしゃかいみんしゅ）は、社会民主党全国連合機関紙として同党の機関紙宣伝局から発行されている月刊誌である。定価は800円。
2024年5月号で創刊67周年を迎え，通巻第828号となった。

## 概要
本誌の前身である『月刊社会党』は党の「機関紙・中央理論誌』として1957年5月10日に創刊号（6月号）が発刊された。
1996年3月に日本社会党が社会民主党へ党名変更したことに伴い、『月刊社会党』も『月刊社会民主』へ改題した。
その後現在まで、党の理念である「平和・自由・平等・共生」に関わるテーマや党の在り方などについて各界の専門家や党員からの論考を掲載している。
2020年11月の第17回臨時全国大会において党組織の一部が立憲民主党に合流したことに伴い、購読者の三分の一を失う結果となった。それ以降現在に至るまで毎年赤字決算が続いている。また用紙代や印刷費、発送費用の高騰もこれに追い打ちをかけ、近年では単年度でも400万円を超過する赤字が発生している。
こうした事情を受けて、2024年８月21日に開かれた党の第12回常任幹事会において同年11月号より１冊670円から800円（本体価格727円）への誌代改定が決定された（『月刊社会民主』2024年10月号，pp.66-67）。

## 主な内容
タイムリーな特集をはじめ、社会民主主義についての理論・議論や国内外の政治・社会・文化・運動を幅広くフォローしている。
主な連載に雨宮処凛「世界を掴むいくつかの方法」や、中沢けい「今月のツイート」、竹信三恵子「働き手ファーストのつくり方」、大谷昭宏「気ままにひとこと」などがある。また隔月で細川貂々「まじすか　21世紀」が連載されている。